# 稲美町立稲美北中学校
稲美町立稲美北中学校（いなみちょうりつ いなみきたちゅうがっこう）は、兵庫県加古郡稲美町加古にある町立中学校。

## 沿革
- 1985年4月6日 - 稲美町立稲美中学校の生徒数が増加したことにより、開校。
- 1986年 - 校訓碑完成除幕（校訓：努力、創造、協力）
- 2014年 - 学校給食開始

## 部活動

### 運動部
- 野球部
- ソフトテニス部
- バレーボール部
- 卓球部
- 陸上競技部
- サッカー部
- ソフトボール部
- バスケットボール部

### 文化部
- 吹奏楽部
- 美術部
- 科学部

## 通学区域
- 稲美町立加古小学校、稲美町立天満小学校の区域[1]

## 校区内の施設
- 稲美町立加古福祉会館

## 交通アクセス
- JR東加古川駅から県道383号で北東に約5キロメートル、15分
- JR土山駅から県道84号で北に約6キロメートル、15分
- JR土山駅から神姫バスで約24分、上新田バス停下車 西に徒歩約11分(900メートル）

## 通学区域が隣接している学校
- 稲美町立稲美中学校
- 加古川市立平岡中学校
- 加古川市立陵南中学校
- 加古川市立山手中学校